# Kanton Vence
Der Kanton Vence ist ein französischer Wahlkreis im Département Alpes-Maritimes in der Region Provence-Alpes-Côte d’Azur. Er umfasst 47 Gemeinden in den Arrondissements Nizza und Grasse, sein bureau centralisateur ist in Vence. Im Rahmen der landesweiten Neuordnung der französischen Kantone wurde er im Frühjahr 2015 erheblich erweitert.

## Gemeinden
Der Kanton besteht aus 47 Gemeinden mit insgesamt 39.027 Einwohnern (Stand: 1. Januar 2022) auf einer Gesamtfläche von 1.146,10 km²:
| Gemeinde                 | Einwohner 1. Januar 2022 | Fläche km² | Dichte Einw./km² | Code INSEE | Postleitzahl | Arrondissement |
| ------------------------ | ------------------------ | ---------- | ---------------- | ---------- | ------------ | -------------- |
| Aiglun                   | 99                       | 15,37      | 6                | 06001      | 06910        | Grasse         |
| Ascros                   | 180                      | 17,74      | 10               | 06005      | 06260        | Nizza          |
| Auvare                   | 50                       | 18,27      | 3                | 06008      | 06260        | Nizza          |
| Bairols                  | 133                      | 15,24      | 9                | 06009      | 06420        | Nizza          |
| Beuil                    | 553                      | 75,65      | 7                | 06016      | 06470        | Nizza          |
| Bézaudun-les-Alpes       | 260                      | 21,44      | 12               | 06017      | 06510        | Grasse         |
| Bonson                   | 728                      | 6,72       | 108              | 06021      | 06830        | Nizza          |
| Bouyon                   | 550                      | 12,29      | 45               | 06022      | 06510        | Grasse         |
| Châteauneuf-d’Entraunes  | 63                       | 29,91      | 2                | 06040      | 06470        | Nizza          |
| Conségudes               | 99                       | 12,47      | 8                | 06047      | 06510        | Grasse         |
| Coursegoules             | 545                      | 40,98      | 13               | 06050      | 06140        | Grasse         |
| Cuébris                  | 132                      | 23,10      | 6                | 06052      | 06910        | Nizza          |
| Daluis                   | 145                      | 40,03      | 4                | 06053      | 06470        | Nizza          |
| Entraunes                | 130                      | 81,45      | 2                | 06056      | 06470        | Nizza          |
| Gilette                  | 1.617                    | 10,18      | 159              | 06066      | 06830        | Nizza          |
| Guillaumes               | 586                      | 87,02      | 7                | 06071      | 06470        | Nizza          |
| La Croix-sur-Roudoule    | 98                       | 30,06      | 3                | 06051      | 06260        | Nizza          |
| La Penne                 | 256                      | 18,08      | 14               | 06093      | 06260        | Nizza          |
| La Roque-en-Provence     | 66                       | 23,98      | 3                | 06107      | 06910        | Grasse         |
| La Tour                  | 540                      | 36,70      | 15               | 06144      | 06710        | Nizza          |
| Les Ferres               | 93                       | 13,70      | 7                | 06061      | 06510        | Grasse         |
| Lieuche                  | 51                       | 13,40      | 4                | 06076      | 06260        | Nizza          |
| Malaussène               | 327                      | 19,48      | 17               | 06078      | 06710        | Nizza          |
| Massoins                 | 127                      | 12,13      | 10               | 06082      | 06710        | Nizza          |
| Péone                    | 1.079                    | 48,59      | 22               | 06094      | 06470        | Nizza          |
| Pierlas                  | 99                       | 31,31      | 3                | 06096      | 06260        | Nizza          |
| Pierrefeu                | 339                      | 22,27      | 15               | 06097      | 06910        | Nizza          |
| Puget-Rostang            | 121                      | 22,46      | 5                | 06098      | 06260        | Nizza          |
| Puget-Théniers           | 1.803                    | 21,45      | 84               | 06099      | 06260        | Nizza          |
| Revest-les-Roches        | 235                      | 8,61       | 27               | 06100      | 06830        | Nizza          |
| Rigaud                   | 167                      | 32,54      | 5                | 06101      | 06260        | Nizza          |
| Roquestéron              | 557                      | 6,47       | 86               | 06106      | 06910        | Nizza          |
| Saint-Antonin            | 84                       | 6,44       | 13               | 06115      | 06260        | Nizza          |
| Saint-Jeannet            | 4.378                    | 14,58      | 300              | 06122      | 06640        | Grasse         |
| Saint-Léger              | 57                       | 4,61       | 12               | 06124      | 06260        | Nizza          |
| Saint-Martin-d’Entraunes | 146                      | 40,05      | 4                | 06125      | 06470        | Nizza          |
| Sallagriffon             | 47                       | 9,59       | 5                | 06131      | 06910        | Grasse         |
| Sauze                    | 69                       | 27,77      | 2                | 06133      | 06470        | Nizza          |
| Sigale                   | 202                      | 5,62       | 36               | 06135      | 06910        | Nizza          |
| Thiéry                   | 100                      | 22,24      | 4                | 06139      | 06710        | Nizza          |
| Toudon                   | 353                      | 18,56      | 19               | 06141      | 06830        | Nizza          |
| Touët-sur-Var            | 743                      | 14,98      | 50               | 06143      | 06710        | Nizza          |
| Tourette-du-Château      | 147                      | 9,74       | 15               | 06145      | 06830        | Nizza          |
| Tournefort               | 147                      | 10,13      | 15               | 06146      | 06710        | Nizza          |
| Vence                    | 19.856                   | 39,23      | 506              | 06157      | 06140        | Grasse         |
| Villars-sur-Var          | 783                      | 25,27      | 31               | 06158      | 06710        | Nizza          |
| Villeneuve-d’Entraunes   | 87                       | 28,20      | 3                | 06160      | 06470        | Nizza          |
| Kanton Vence             | 39.027                   | 1.146,10   | 34               | 0626       | –            | –              |

Bis zur Neuordnung gehörten zum Kanton Vence die drei Gemeinden La Gaude, Saint-Jeannet und Vence. Sein Zuschnitt entsprach einer Fläche von 66,91 km2. Er besaß vor 2015 den INSEE-Code 0628.

## Politik
| Vertreter im Départementsrat | Vertreter im Départementsrat       | Vertreter im Départementsrat |
| Amtszeit                     | Namen                              | Partei                       |
| ---------------------------- | ---------------------------------- | ---------------------------- |
| 2008–2015                    | Anne Sattonnet                     | UMP                          |
| 2015–                        | Ange Charles Ginesy Anne Sattonnet | UD                           |